# Hutto
Hutto – miasto w Stanach Zjednoczonych, w stanie Teksas, w hrabstwie Williamson, leżące w aglomeracji Austin.
Zostało założone w 1876 r., a nazwa pochodzi od nazwiska lokalnego właściciela ziemskiego – Jamesa Emory Hutto. W 2011 r. obchodziło stulecie nadania praw miejskich.

## Demografia
Według przeprowadzonego przez United States Census Bureau spisu powszechnego w 2010 miasto liczyło 14 698 mieszkańców, co oznacza wzrost o 1075,8% w porównaniu do roku 2000. Natomiast skład etniczny w mieście wyglądał następująco: Biali 71,9%, Afroamerykanie 14,3%, Azjaci 1,4%, pozostali 12,4%. Kobiety stanowiły 51,6% populacji.